# 薄荷糖 (單曲)
薄荷糖（薄荷キャンディー）是日本二人組合近畿小子的第18張單曲。於2003年8月13日由傑尼斯娛樂唱片公司發行。

## 解說
2003年的三張單曲，「永恆的BLOODS」、「把夢想留給心把愛留給你／閃耀☆渴望」及本單曲「薄荷糖」，全部相隔只有兩個月就相繼發行，本單曲與上張單曲更加不足兩個月就發售。不過卻從本單曲起，KinKi Kids二人又再次投入個人活動，而令下張以組合名義發售的單曲發行日期推遲。
由於上張單曲在沒有成為廣告曲、主題曲等前提下發售，得到了空前最低約30萬張的銷量，故本單曲不敢鬆懈。A面成為了堂本剛主演的電視連續劇主題曲；而c/w曲也成為了廣告歌。結果銷量因此而大受歡迎，成為了今年三張單曲之中銷量最多的一張，總銷量比上張單曲多出8萬張。
收錄歌曲方式亦已成了定局，初回版收錄A曲、C/W曲及純音樂版；通常版收錄A曲、C/W曲及加送歌曲。是次的加送歌曲與上張單曲剛好相反，是由堂本光一自己作曲作詞的新歌曲。
在音樂錄影帶方面，綴合本年4首歌曲的音樂錄影帶而成的音樂電影《鏡中的六月》來到了第三部分，本單曲的一部分提及剛的父親病重，臨終時訴說很遺憾在認識剛母時，沒有對她親口說出讚美說話。剛聞言後，利用了在「永恆的BLOODS」裡出現過的那面時光鏡子，回到了父親的年青時代，替父親跟年青時代的媽媽說了讚美說話。而從1970年來的光一，也在2003年的世界裡發現了33年後的自己。最後二人約好了要到光一以前的住所去看看，留下了下集的伏線。
本單曲的A面曲《薄荷糖》由松本隆負責作詞，是一首自《除了你誰都不愛》以來一首慢板的敍事曲，歌詞內容也是久違了的率直情歌。可能正因為是一首久違了的正統派敍事曲，所以被視為歌曲受歡迎的主要因素。以同樣編排混音方式的樂曲，要到了2006年的《夏日風情》一曲才再次出現。
順帶一提的是本年發售的KinKi Kids唱片，在封面的右上角均會印有一個小型標示寫著「KinKi Kids 2003」。本單曲的標示是藍色的。

## 名稱
- 日語原名：
- 中文意思：薄荷糖
- 香港正東譯名：薄荷甜心
- 台灣艾迴譯名：薄荷糖

## 收錄歌曲

### 初回版收錄歌曲
1. 薄荷糖（薄荷キャンディー）
  - ※堂本剛參與演出的東京放送連續劇《前男友》主題曲。
  - 作曲：Fredrik Hult、Ola Larsson、Öystein Grindheim、Henning Harturng
  - 作詞：松本隆
  - 編曲：Fredrik Hult、Ola Larsson、Öystein Grindheim、Henning Harturng
  - 和唱編排：三谷泰弘
2. 兩股引力（ふたつの引力）
  - ※KinKi Kids參與演出的UC信用卡廣告主題曲。
  - 作曲：石塚知生
  - 作詞：久保田洋司
3. 薄荷糖 (Instrumental)
  - 作曲：Fredrik Hult、Ola Larsson、Öystein Grindheim、Henning Harturng
  - 編曲：Fredrik Hult、Ola Larsson、Öystein Grindheim、Henning Harturng
  - 和唱編排：三谷泰弘
4. 兩股引力 (Instrumental)
  - 作曲：石塚知生
  - 編曲：石塚知生

### 通常版收錄歌曲
1. 薄荷糖
2. 兩股引力
3. I
  - 作曲：堂本光一
  - 作詞：堂本光一
  - 編曲：松本良喜